# 國賓館 (越南)
國賓館（越南语：／）是越南首都河內的一座歷史建築，位於還劍郡。這座建築最初是法屬印度支那的北圻統使的统使府，修建於1918年至1919年，後改名為東京宮。國賓館是法屬印度支那的法國殖民建築的代表。現在這座建築是越南的國賓館。

## 對應機構
- 西貢迎賓館，又名阮攸路108號國賓館（Nhà khách 108 Nguyễn Du：位於獨立宮側，為前越南共和國的國賓館）